# São João da Baliza
São João da Baliza é um município brasileiro do estado de Roraima. Sua população, de acordo com estimativas do Instituto Brasileiro de Geografia e Estatística (IBGE), era de 8 348 habitantes em 2020.

## História
O nome do município relaciona-se à construção da BR-210 (Perimetral Norte). João Pereira (um dos pioneiros na construção da estrada) perdeu uma baliza do serviço de topografia em um igarapé próximo a onde hoje situa-se a sede. Daí o lugar herdou este nome. Uma pequena correção nos dados o Sr. João Pereira chegou ao município no ano de 1975, um ano depois dos primeiros pioneiros, o Sr. João de Deus e o Sr. João Bezerra e suas respectivas famílias. Quanto ao nome da cidade, este foi devido a quantidade de "joões" do vilarejo e baliza devido uma disputa entre topógrafos que estavam abrindo a BR-210 pela antiga empresa Paranapanema. Atualmente a maioria dos pioneiros ainda residem na cidade. A baliza caiu no igarapé Santa Lúcia (igarapé Baliza atualmente) e daí deriva este nome. O Sr. João Pereira foi um dos primeiros administradores locais e não teve participação na construção da estrada que era de responsabilidade da empresa citada acima.
Foi criada pela Lei Federal Nº 7.009, de 1º de julho de 1982, com terras desmembradas de Caracaraí.
Teve como primeiro prefeito eleito por voto popular em 1985, Darcy Pedroso da Silva, que foi o único candidato do PTB a vencer o pleito em um município do estado na época.

## Religião
Igreja Católica: Foi a primeira a chegar no município, trazida por seus fundadores. E sua sede se localizava onde hoje se encontra o Banco do Brasil.
Igrejas Evangélicas: São João da Baliza é atualmente o município mais evangélico do Estado de Roraima (mais de 70% da população). Conta com as igrejas: Assembleia de Deus (Missão, Madureira, Tradicional e COMADER), Igreja Batista Regular, Igreja Batista Monte Horebe, Congregação Cristã no Brasil, Igreja Presbiteriana do Brasil, Igreja Mundial do Poder de Deus, Igreja Universal, Igreja do Evangelho Quadrangular, Igreja da Paz e em suas vizinhanças a Igreja Luterana.

## Geografia

### Localidades principais
Segue uma relação de das principais localidades não-índigenas do município e suas respectivas populações segundo o Censo de 2010.
- 99 habitantes - Agrovila do PA São Luizão

### Rodovias
- BR-210
- BR-174
- RR-460 - Vicinal 26, Rodovia da Banana

## Organização Político-Administrativa
O Município de São João da Baliza possui uma estrutura político-administrativa composta pelo Poder Executivo, chefiado por um Prefeito eleito por sufrágio universal, o qual é auxiliado diretamente por secretários municipais nomeados por ele, e pelo Poder Legislativo, institucionalizado pela Câmara Municipal de São João da Baliza, órgão colegiado de representação dos munícipes que é composto por 9 vereadores também eleitos por sufrágio universal.

### Atuais autoridades municipais de São João da Baliza
- Prefeita: Luiza Maura de Faria Oliveira - SD (2021/-)[7];
- Vice-prefeito: Sebastião Pereira da Silva - SD (2021/-)[7];
- Presidente da câmara: Eliezel de Souza Costa "Marçal" - REPU (2021/-).[7][8][9]

## Economia
Concentra-se na agricultura e no comércio. Produz, em especial, arroz, gado, banana e milho.

## Infraestrutura
Na saúde, existe um hospital público (Ruth Quitéria) com 20 leitos e vários postos no interior.
Conta com um sistema de distribuição de água, energia elétrica (distribuída pela CER, através da hidroelétrica de Jatapu), agência dos correios, agência bancária e rede telefônica.
Possui um aeroporto ainda não catalogado pela Agência Nacional de Aviação Civil.
Existem no município 18 escolas de ensino fundamental, 1 de ensino médio e 1 de ensino superior.